# Ards FC
Ards Football Club je severoirský fotbalový klub z města Newtownards, hrající však své zápasy v Ballyclare. Byl založen roku 1900. Jednou vyhrál 1. severoirskou ligu (1957/58) a čtyřikrát severoirský fotbalový pohár (1926/27, 1951/52, 1968/69, 1973/74).